# Spathius brevicaudis
Spathius brevicaudis är en stekelart som beskrevs av Julius Theodor Christian Ratzeburg 1844. Spathius brevicaudis ingår i släktet Spathius och familjen bracksteklar. Arten är reproducerande i Sverige. Inga underarter finns listade i Catalogue of Life.